# نونو سانتوس (بازیکن فوتبال، زاده ۱۹۸۰)
نونو سانتوس (پرتغالی: Nuno Santos؛ زادهٔ ۱۹ ژوئن ۱۹۸۰) بازیکن سابق فوتبال اهل پرتغال است.
از باشگاه‌هایی که در آن بازی کرده‌است می‌توان به باشگاه فوتبال توندلا، باشگاه فوتبال پاسوس ده فریرا، و باشگاه فوتبال وارزیم اشاره کرد.